# Tüskevár
Tüskevár är en ort (by) i provinsen Veszprém i västra Ungern. Orten har 544 invånare (2024), på en yta av 17,00 km². Den ligger cirka 18,5 kilometer väster om Ajka.